# Petersburski Wojskowy Instytut Wojsk Gwardii Narodowej
Petersburski Wojskowy Instytut Wojsk Gwardii Narodowej Federacji Rosyjskiej odznaczony Orderem Żukowa, ros. Санкт-Петербургский военный ордена Жукова институт войск национальной гвардии Российской Федерации - wyższa uczelnia Federacji Rosyjskiej w Petersburgu, kształcąca kadry na potrzeby rosyjskiej Gwardii Narodowej.
Wcześniej funkcjonował jako Petersburski Wojskowy Instytut Wojsk Wewnętrznych MSW Rosji (ros. Санкт-Петербургский военный институт внутренних войск МВД России).
Instytut przygotowuje oficerów z wyższym wykształceniem, którzy zajmą stanowiska taktyczne w Gwardii Narodowej. Szkolenie realizowane jest w dwóch specjalnościach: prawnik, psycholog.
Studia są finansowane z budżetu państwa, brak możliwości studiowania odpłatnie. 
Kandydaci muszą osiągnąć minimalny wynik na egzaminach wstępnych: historia - 32 punktów, język rosyjski - 36, biologia - 36, nauki społeczne - 42.